# Шрек 3
Шрек 3 (енгл. Shrek the Third) је амерички анимирани филм из 2007. године, компаније Дримворкс. Филм је трећи по реду у истоименом филмском серијалу и наставак је филма Шрек 2 (2004). Као и у претходном филму гласове главним јунацима позајмили су Мајк Мајерс, Еди Марфи, Камерон Дијаз, Антонио Бандерас, Руперт Еверет, Џули Ендруз и Џон Клиз, док су се у новим улогама нашли Џастин Тимберлејк као Артур Пендрагон и Ерик Ајдл као Мерлин. У филму, принц Лепотан планира да збаци Шрека и Фиону, који су наследили краљевски престо након смрти краља Харолда. Шрек, који верује да баук не би могао да буде добар краљ и не жели да влада краљевством, покушава да убеди Фиониног 16-годишњег рођака, Артија, да влада уместо њега.
Филм је премијерно приказан у Лос Анђелесу 6. маја 2007. године, а у америчке биоскопе је пуштен 18. маја исте године, тачно шест година након изласка првог филма. Филм није добро прихваћен као претходна два филма, добивши помешане рецензије од стране критичара, али зарадио је преко 813 милиона долара широм света, што га чини четвртим најуспешнијим филмом из 2007. године. Такође је номинован за награду БАФТА за најбољи анимирани филм. Наставак, Шрек срећан заувек, изашао је 2010. године, такође добивши помешане критике, али се сматра побољшањем у односу на овај филм.

## Радња
Шрек и принцеза Фиона треба да наследе умирућег краља Харолда, али Шрекови покушаји да служи као регент током краљевог медицинског одсуства завршавају се катастрофом. Он инсистира да један баук није идеалан за улогу краља и да мора постојати неко други ко може наследити престо. Пре него што умре, Харолд говори Шреку о другом наследнику: његовом нећаку, Артуру „Артију” Пендрагону. У међувремену, Принц Лепотан се заклиње да ће постати краљ Далеког краљевства и осветити смрт своје мајке, Добре Виле. Лепотан одлази у кафану Отровна јабука и наговара зликовце из бајки да се боре за своје „срећно до краја живота”.
Шрек, Магарац и Мачак у чизмама крећу да покупе Артија. Док отпловљавају, Фиона открива Шреку да је трудна, на Шреков ужас јер он не верује да је способан да одгаја децу. Њих тројица путују до Вустершир академије, елитног магичног интерната, где откривају да је Арти мршави, неуспешни 16-годишњак. У школи, Шрек говори Артију да је изабран за краља Далеког краљевства. Арти је узбуђен све док га Магарац и Мачка нехотице не уплаше разговарајући о краљевим одговорностима. Губећи самопоуздање, Арти покушава да преузме контролу над бродом и усмери га назад у Вустершир; након свађе са Шреком, брод се насукава на удаљеном острву где наилазе на Артијевог пензионисаног учитеља чаробњака, Мерлина.
Лепотан и други зликовци нападају замак, али Велики Зли Вук, Пинокио, Човек од ђумбира и други их задржавају довољно дуго да станари замка, укључујући Фиону, њену мајку краљицу Лилијан и неколико принцеза, побегну. Треће прасе случајно открива да је Шрек отишао по Артура. Принц Лепотан шаље капетана Куку и његове пирате да им уђу у траг. Даме су закључане у кули након што их Златокоса изда, заљубивши се у Лепотана.
Капетан Кука и његови пирати сустижу Шрека на Мерлиновом острву. Шрек избегава да буде ухваћен, а Кука открива Лепотаново преузимање Далеког краљевства. Шрек позива Артија да се врати у Вустершир. Уместо тога, Арти наговара Мерлина да употреби своју магију да их пошаље у Далеко краљевство. Чаролија узрокује да Мачак у чизмама и Магарац случајно замене тела. Они проналазе Пинокија и сазнају да Лепотан планира да убије Шрека као део представе. Након што су провалили у замак, они бивају ухваћени и заробљени.
Лепотан се спрема да убије Артија да би задржао круну, али да би спасио Артијев живот, Шрек лаже, тврдећи да је само користио Артија да га замени као следећег краља. Лепотан верује Шреку и дозвољава обесхрабреном Артију да оде. Магарац и Мачак су затворени са Фионом и дамама, где Фиона постаје фрустрирана њиховим недостатком иницијативе. Краљица Лилијан ударцем главом разбија отвор у каменом зиду затвора. Док принцезе покрећу мисију спасавања Шрека, Магарац и Мачак ослобађају Човека од ђумбира, Пинокија и остале заједно са Змајицом и Магарчевом децом. Мачак и Магарац теше Артија објашњавајући да је Шрек лагао да би спасио Артијев живот.
Лепотан организује мјузикл испред краљевства. Баш када се Лепотан спрема да убије Шрека, Фиона, Мачак и Магарац, уз принцезе и друге ликове из бајки се суочавају са зликовцима, али брзо губе у обрачуну. Арти се појављује и држи говор зликовцима, убеђујући их да могу бити прихваћени у друштво уместо да буду изопћеници. Зликовци пристају да одустану од својих злих путева, док Лепотан одбија да га саслуша и јуриша на Артија са својим мачем. Шрек блокира ударац и чини се да је убоден. Лепотан самог себе проглашава за новог краља, али Шрек открива да је мач промашио и гура Лепотана у страну, док Змајица руши кулу на Лепотана.
Арти је крунисан за новог краља. Док краљевство слави, Мерлин поништава размену тела Мачка и Магарца. Шрек и Фиона се враћају кући у своју мочвару, где постају родитељи тројки баука, носећи се са родитељством уз помоћ Мачка, Лилијан, Магарца и Змајице.

## Гласови
| Глумац            | Улога                  |
| ----------------- | ---------------------- |
| Мајк Мајерс       | Шрек                   |
| Еди Марфи         | Магарац                |
| Камерон Дијаз     | Принцеза Фиона         |
| Антонио Бандерас  | Мачак у чизмама        |
| Џули Ендруз       | Краљица Лилијан        |
| Џастин Тимберлејк | Артур „Арти” Пендрагон |
| Руперт Еверет     | Принц Лепотан          |
| Ерик Ајдл         | Мерлин                 |
| Џон Клиз          | Краљ Харолд            |